# Stazione di Bergeggi
La stazione di Bergeggi è stata una fermata ferroviaria posta su un ramo dismesso della ferrovia Genova-Ventimiglia. Serviva il comune omonimo in provincia di Savona.

## Storia
La fermata venne inaugurata nel 1872 in concomitanza del tratto Savona-Ventimiglia della ferrovia Genova-Ventimiglia.
Venne dismessa nel 1968 e, 9 anni dopo, l'intero tratto da Vado Ligure Zona Industriale a Finale Ligure Marina venne soppresso a causa dell'attivazione del nuovo tracciato in variante.

## Strutture e impianti
La fermata era composta da un fabbricato viaggiatori e dal solo binario di circolazione, posta tra gli imbocchi di due gallerie ravvicinate. Dopo la sua soppressione il fabbricato venne restaurato e adibito ad altri usi.

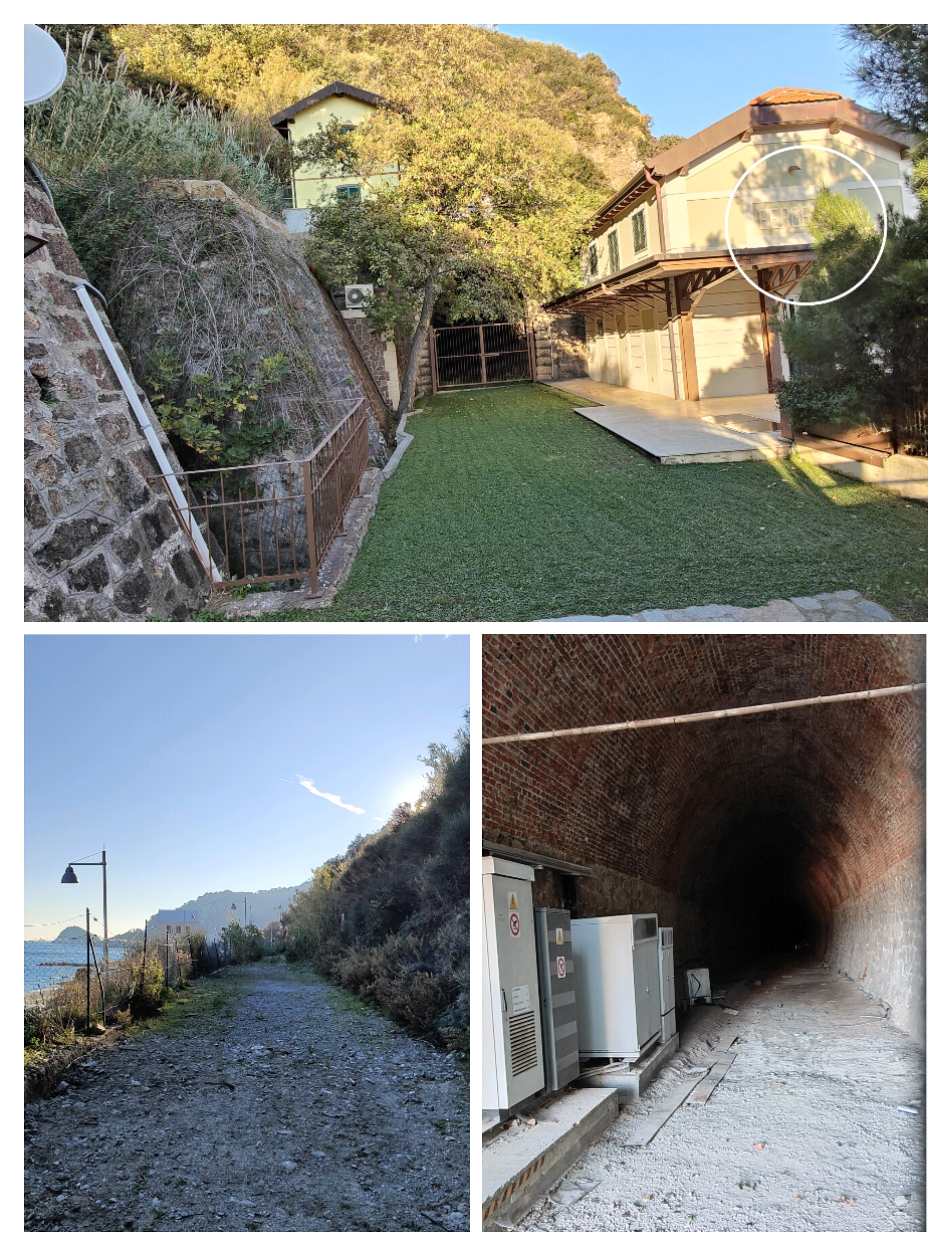
La stazione ora proprietà privata (nel cerchio la scritta originale) con la galleria chiusa di 1004 mt. in direzione di Vado Ligure, Sx: il sedime vs. Spotorno e a Dx l'interno della galleria (1580 mt.) contenente all'ingresso l'impianto per telecomunicazioni (foto nov. 2022)